# Colo Vale
Colo Vale är en ort i Australien. Den ligger i kommunen Wingecarribee och delstaten New South Wales, i den sydöstra delen av landet, omkring 90 kilometer sydväst om delstatshuvudstaden Sydney.
Närmaste större samhälle är Mittagong, nära Colo Vale.
I omgivningarna runt Colo Vale växer i huvudsak städsegrön lövskog. Runt Colo Vale är det glesbefolkat, med 15 invånare per kvadratkilometer. Genomsnittlig årsnederbörd är 1 288 millimeter. Den regnigaste månaden är februari, med i genomsnitt 215 mm nederbörd, och den torraste är juli, med 34 mm nederbörd.